# Andrés Falgás
Andrés Salvio Miguel Falgás (* 15. Januar 1916 in Buenos Aires; † 15. Mai 1995) war ein argentinischer Tangosänger und -komponist.

## Leben und Wirken
Falgás nahm 1933 an einem Wettbewerb von Radio Splendid teil, bei dem er nach Hugo Gutiérrez den zweiten Preis gewann. Verbunden mit dem Preis war ein mehrmonatiger Vertrag mit dem Sender, wobei Falgás u. a. mit Gitarrenduos und -trios und den Orchestern von Federico Scorticati und Enrique Rodríguez auftrat. Als seine ersten Aufnahmen erschienen 1936 beim Label Odeon der Tango Pena de amor von Jorge Argentino Fernández und José María Contursi und der Walzer Cofrecito.
Ab 1938 arbeitete er mit Juan Canaro zusammen, mit dem er in Lokalen und bei Hörfunksendern auftrat und fünf neue Aufnahmen einspielte. Als Nachfolger von Teófilo Ibáñez nahm er mit dem Orchester Rodolfo Biagis zwischen Juli 1939 und April 1940 elf weitere Titel auf. Mit Canaro unternahm er eine Tournee durch Chile, Peru, Ecuador, Kolumbien, die meisten Länder Mittelamerikas und Mexiko. Canaro verließ die Gruppe während der Tournee, und der Bandoneonist Gabriel Clausi übernahm die Leitung der nun als Los Reyes del Tango auftretenden Formation.
Falgás blieb in Mexiko, sang mehrere Titel in Mario del Ríos Film Dos corazones y un tango (1942) und nahm beim Label RCA Victor auf. Daneben unternahm er Tourneen u. a. durch Chile, durch Venezuela und Kuba, wo Aufnahmen mit Joaquín Mora entstanden, und auch durch Argentinien. Er trat mit Tití Rossi, dem Orchester Raúl Garcés’ und dem Orchester Julio De Caros und mehrere Jahre mit der Duopartnerin Elsa Miranda auf und wurde bei Aufnahmen von Roberto Pansera, Gabriel Clausi und der Gitarrengruppe Aníbal Arias’ begleitet.
1958 kehrte er nach Argentinien zurück und erwarb einen Anteil am Nachtclub Le Tucán in Buenos Aires. Noch im gleichen Jahr reiste er nach Kolumbien, wo weitere Aufnahmen entstanden. Er setzte auch in den Folgejahren seine intensive Tourneetätigkeit fort und war noch im Alter von über 70 Jahren als Sänger aktiv. 1983 trat er in New York u. a. in der La Casa Gardeliana auf. Neben eigenen Texten vertonte er Gedichte von Abel Aznar und vor allem von José María Contursi (Buzón de mi vereda, En el olvido, Mañana a las ocho, Triste, Tu voz).